# グッバイ・クルエル・ワールド (映画)
『グッバイ・クルエル・ワールド』は、2022年9月9日に公開された日本映画。監督は大森立嗣、脚本は高田亮、主演は西島秀俊。R15+指定。
全員が互いに素性を明かさない強盗団のメンバーたちがヤクザ組織の資金洗浄現場を狙い大金の強奪に成功するが、その後ヤクザに追われるようになってしまい、それぞれの日常が一変する様を描く、クライムエンタテインメント。

## キャスト

### 主要人物
安西幹也（あんざい みきや）
演 - 西島秀俊
強盗団の一員。元ヤクザ。今は家族との平穏な暮らしを望んでおり、妻の実家のホテル「正田屋」の経営を立て直そうとしている。
萩原政春（はぎわら まさはる）
演 - 斎藤工
強盗団の一員。裏稼業でのし上がるヤミ金業者。今回の強盗でも手段を選ばず、美流や大輝は使い捨てようとしている。
矢野大輝（やの だいき）
演 - 宮沢氷魚
ラブホテルの従業員。ホテルによく出入りする美流に好意を持ち、一緒に逃げる約束をする。
ホテルが資金洗浄現場となることを美流に教えており、強盗団を招き入れる手助けをしている。
坂口美流（さかぐち みる）
演 - 玉城ティナ
強盗団の一員。ラブホテルによく出入りしている風俗嬢。一途な自由と愛を求めている。
ヤミ金業者からの取立てに追われ、自由になるために大金がほしいと思っている。
武藤（むとう）
演 - 宮川大輔
強盗団の一員。勤務していた証券会社をリストラされ、萩原に借金を抱えている。
美流の彼氏で、強盗団の中で美流と武藤だけは素性を知り合っている。
蜂谷一夫（はちや かずお）
演 - 大森南朋
刑事。強盗団を追うヤクザ組織と黒い繋がりがあり、今回の強盗事件にも関与している。
以前に杉山と対立する安西たちの組を目の敵にして解散に追い込んだ因縁がある。
浜田（はまだ）
演 - 三浦友和
強盗団のボス。県知事の元秘書。元全共闘。政治家や上流層に反感を抱いており、彼らの転落を画策している。

### 安西の関係者
みどり
演 - 片岡礼子
安西の妻。夫の過去に翻弄されながらも、夫の更生を信じ、幼い娘・結菜とともに懸命に平穏な生活を送ろうとしている。
飯島（いいじま）
演 - 奥野瑛太
安西がヤクザだった頃の舎弟。安西に元ヤクザだと近所にばらすと脅しをかけ、強引に「正田屋」の従業員になる。
だが、近所の商店街の飲み屋で酔った勢いで店主に安西のことを喋ってしまい、安西を窮地に追い込んでいる。

### ヤクザ組織「杉山興行」
浜田たちの強盗団が資金を強奪した組織。元の「杉山組」。
杉山（すぎやま）
演 - 奥田瑛二
「最狂」のトップ。蜂谷に連れてこられた美流と大輝に「仲間全員ぶっ殺してみろ」と命じる。
オガタ
演 - 鶴見辰吾
クールな幹部。蜂谷を裏金で雇い、強盗団の素性を突き止めさせ、報復しようとする。

### 浜田の関係者
手下
演 - 前田旺志郎、若林時英、青木柚

### その他
宮脇（みやわき）
演 - 螢雪次朗
現職知事。知事選で4期連続当選を狙う。選挙前に女性問題など様々な問題を抱える。強盗団のボスの浜田は元秘書で確執がある。
仕入れ屋
演 - モロ師岡
萩原らに裏仕事を提供する。

## スタッフ
- 監督 - 大森立嗣
- 脚本 - 高田亮
- オープニング曲 - Bobby Womack「What Is This」（Universal Music）[12]
- 劇中曲 - Margie Joseph「Let's Stay Together」（Warner Music Japan）[13]、Wilson Pickett「Back In Your Arms」（Warner Music Japan）
- エンディング曲 - Bobby Womack「California Dreamin'」（Universal Music）[12]
- 製作 - 小西啓介、森田圭、甲斐真樹、小川悦司、田中祐介、石田勇、前信介、山本正典、檜原麻希、水戸部晃
- 企画・プロデューサー - 甲斐真樹
- プロデューサー - 大畑利久、永田芳弘、高口聖世巨
- ラインプロデューサー - 梅本竜矢
- 撮影 - 辻智彦
- 照明 - 大久保礼司
- 録音 - 髙田伸也
- 美術 - 堀明元紀
- 装飾 - 松本吉正
- スタイリスト - 纐纈春樹
- ヘアメイク - 豊川京子
- 音楽プロデューサー - 田井モトヨシ
- 編集 - 早野亮
- スチール - 三木匡宏
- 助監督 - 小南敏也
- 制作担当 - 大塚博之
- 配給 - ハピネットファントム・スタジオ
- 制作プロダクション - スタイルジャム、ハピネットファントム・スタジオ
- 製作幹事 - ハピネットファントム・スタジオ、スタイルジャム
- 製作 - 「グッバイ・クルエル・ワールド」製作委員会（ハピネットファントム・スタジオ、KDDI、スタイルジャム、関西テレビ放送、GYAO、ビー・ブレーブ、グラスゴー15、グランマーブル、ニッポン放送、コンテンツ・ポテンシャル）

## 関連
- 劇中漫画 - 村上かつら「サユリ1号」